# Hidrodinàmica
La hidrodinàmica  estudia la dinàmica de fluids incompressibles. Per extensió, dinàmica de fluids.
Etimològicament, la hidrodinàmica és la dinàmica de l'aigua, ja que el prefix grec "hidro-" significa "aigua". Tanmateix, també inclou l'estudi de la dinàmica d'altres fluids. Per a això es consideren entre altres coses la velocitat, pressió, flux i despesa del fluid. Per l'estudi de la hidrodinàmica normalment es consideren tres aproximacions importants:
- Que el fluid és un líquid incompressible, és a dir, que la seva densitat no varia amb el canvi de pressió, a diferència del que passa amb els gasos.
- Es considera menyspreable la pèrdua d'energia per la viscositat, ja que se suposa que un líquid és òptim per a fluir i aquesta pèrdua és molt menor comparant-la amb la inèrcia del seu moviment.
- Se suposa que el flux dels líquids és en règim estable o estacionari, és a dir, que la velocitat del líquid en un punt és independent del temps.

La hidrodinàmica té nombroses aplicacions industrials, com disseny de canals, construcció de ports i preses, fabricació de vaixells, turbines, etc.
El despesa o cabal és una de les magnituds principals en l'estudi de la hidrodinàmica. Es defineix com el volum de líquid {\displaystyle \Delta {V}} que flueix per unitat de temps {\displaystyle \Delta {t}}. Les seves unitats en el SI són els m  3 /si la seva expressió matemàtica:
{\displaystyle G={\frac {\Delta {V}}{\Delta {t}}}}
Aquesta fórmula ens permet saber la quantitat de líquid que passa per un conducte en cert interval de temps o determinar el temps que trigarà a passar certa quantitat de líquid.
El teorema de Bernouilli és una conseqüència de la conservació de l'energia en els líquids en moviment. Estableix que en un líquid incompressible i no viscós, la suma de la pressió hidroestàtica, l'energia cinètica per unitat de volum i l'energia potencial gravitatòria per unitat de volum, és constant al llarg de tot el circuit. És a dir, que aquesta magnitud pren el mateix valor en qualsevol parell de punts del circuit. La seva expressió matemàtica és:
{\displaystyle p_{1}+\rho gh_{1}+{\frac {1}{2}}\rho v_{1}^{2}=p_{2}+\rho gh_{2}+{\frac {1}{2}}\rho v_{2}^{2}}
on {\displaystyle P} és la pressió hidroestàtica, {\displaystyle \rho } la densitat, {\displaystyle g} l'acceleració de la gravetat, {\displaystyle h} l'alçada del punt i {\displaystyle v} la velocitat del fluid en aquest punt. Els subíndexs 1 i 2 es refereixen als dos punts del circuit.
L'altra equació que compleixen els fluids no compressibles és l'equació de continuïtat, que estableix que el cabal és constant al llarg de tot el circuit hidràulic:
{\displaystyle G=a_{1}v_{1}=a_{2}v_{2}}
on {\displaystyle A} és l'àrea de la secció del conducte per on circula el fluid i {\displaystyle v} la seva velocitat mitjana.
En el cas de fluids compressibles, on l'equació de Bernouilli no és vàlida, cal utilitzar la formulació més completa de Navier i Stokes. Aquestes equacions són l'expressió matemàtica de la conservació de massa i de quantitat de moviment. Per fluids compressibles, però no viscosos, també anomenats fluids col·loidals, es redueixen a les equacions d'Euler.
Daniel Bernoulli va ser un matemàtic que va fer estudis de dinàmica.
La hidrodinàmica o fluids en moviments presenta diverses característiques que poden ser descrites per equacions matemàtiques molt senzilles.
Llei de Torricelli: Si en un recipient que no està tapat es troba un fluid i se li obre al recipient un orifici la velocitat amb què sortirà aquest fluid serà:
{\displaystyle v={\sqrt {2gH}}}
on H és l'alçada vertical entre el nivell del fluid i el de l'orifici.
Segons la relació entre la velocitat del fluid, la seva densitat i viscositat i la dimensió del conducte per on circula es produeix des un règim laminar fins a un de turbulent, passant per un de transició.
Per identificar aquest règim que descriu els fluids en moviment s'ha definit el nombre de Reynolds:
```

  

    

      

        

          
R

          

            
e

          

        

        
=

        

          

            

              
ρ

              
v

              
D

            

            
η

          

        

      

    

    
{\displaystyle R_{e}={\frac {\rho vD}{\eta }}}

  

```

on ρ és la densitat v la velocitat D és el diàmetre del cilindre i η és la viscositat. Per sota de 2.300 de Reynolds serà un règim laminar (circulació per capes) mentre que si se supera el Reynols de 2.400 ja serà turbulent (es produiran remolins).